# (37587) 1991 CK3
1991 سي كي 3 (ويعرف أيضًا باسم (37587) 1991 سي كي 3 وفق تسمية الكوكب الصغير) (بالإنجليزية: 1991 CK3)‏ هو كويكب ضمن حزام الكويكبات؛ وترتيبه 37587 من حيث الاكتشاف.
اكتُشف هذا الجُرم الفلكي بواسطة اليانور إف. هيلين في 14 فبراير 1991.

## وصلات خارجية
- (37587) 1991 CK3 في قاعدة بيانات مختبر الدفع النفاث لأجرام النظام الشمسي الصغيرة

- الاكتشاف · مخطط المدار ·  العناصر المدارية · المعلمات المادية

- (37587) 1991 CK3 على موقع ويكي سكاي: DSS2, SDSS, GALEX, IRAS, Hydrogen α, X-Ray, Astrophoto, Sky Map, Articles and images